# Onkel Sam

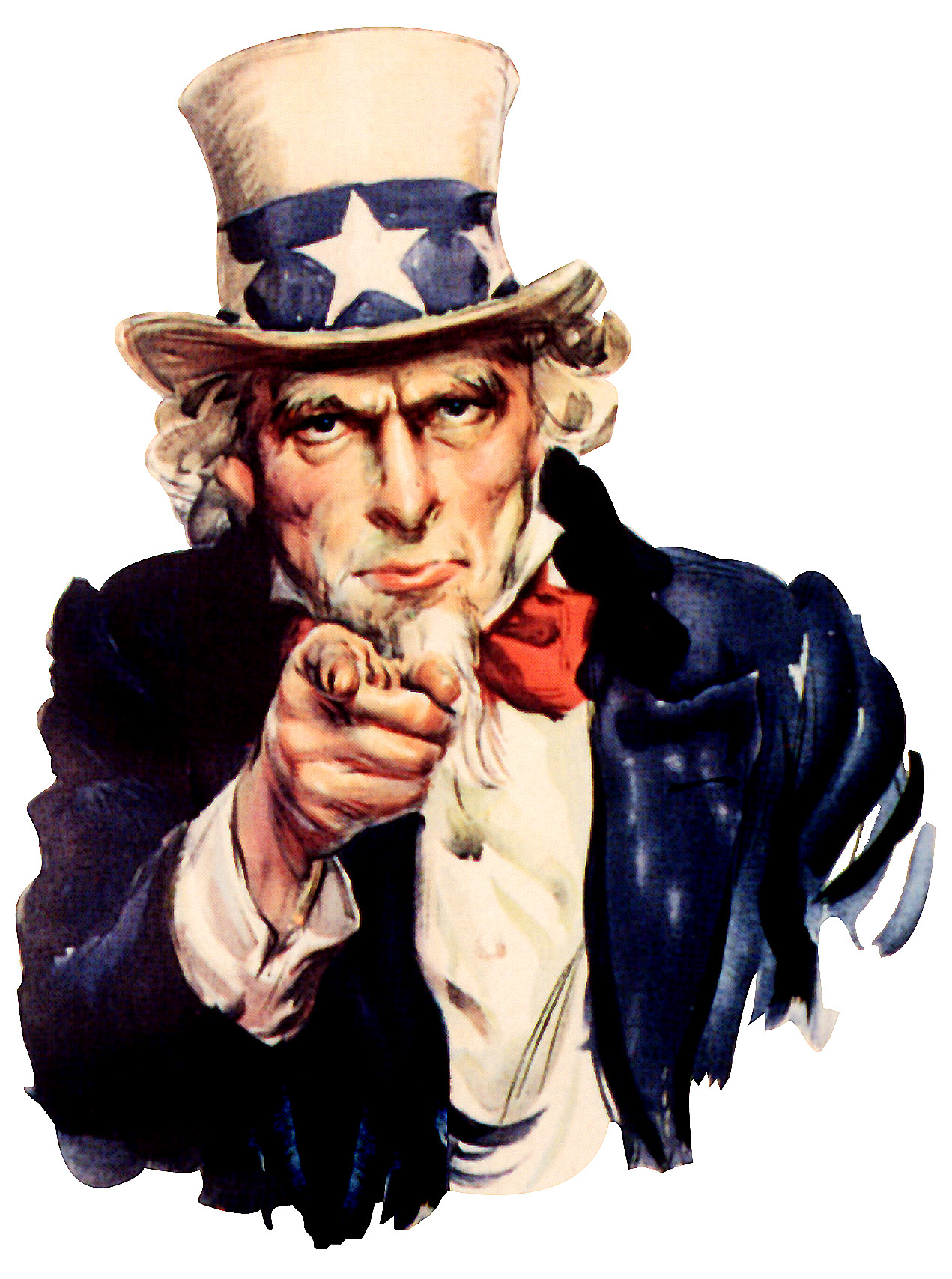
Onkel Sam.

Onkel Sam (engelska: Uncle Sam) är en nationspersonifikation för USA:s federala statsmakt (U.S. Government). Onkel Sam är traditionellt en lång och mager man med pipskägg, klädd i Stjärnbanerets röda, vita och blåa duk. Termen användes första gången under 1812 års krig (1813), och den första illustrationen kan dateras till 1852.
Under andra världskriget kallades Josef Stalin i brittiska och amerikanska massmedia ibland för Uncle Joe.
Onkel Sam är en av flera amerikanska propaganda-figurer. I kategorin finns även Captain America och Stålmannen, som båda står för den amerikanska friheten och självständigheten. Onkel Sam och hans "I want you!" ('Jag behöver dig!'), på en affisch från 1917 av James Montgomery Flagg, användes som reklam för den amerikanska armén.

## Etymologi
I svensk skrift förekom Onkel Sam första gången 1898, i Göteborgs Handels- och Sjöfartstidning. Originalnamnet Uncle Sam är en omtydning av förkortningen Un. S. Am. (United States of America) och initialerna U.S. som står för Förenta staterna och ofta används som prefix. Detta var den märkning som förr brukade stå på statlig materiel i USA. Förebilden för Onkel Sam brukar antas vara Samuel Wilson (1766–1854).